# Día cero (serie de televisión)
Día cero (título original: Zero Day) es una serie de televisión de suspenso político estadounidense creada por Eric Newman, Noah Oppenheim y Michael Schmidt para Netflix, dirigida por Lesli Linka Glatter y protagonizada por Robert De Niro y Lizzy Caplan. Se describe como un thriller de conspiración política centrado en un ciberataque global devastador. Se estrenó el 20 de febrero de 2025 en la plataforma de streaming Netflix.

## Elenco

### Principal
- Robert De Niro como George Mullen
- Lizzy Caplan como Alexandra Mullen
- Jesse Plemons como Roger Carlson
- Joan Allen como Sheila Mullen
- Connie Britton como Valerie Whitesell
- Bill Camp como el director Lasch
- Dan Stevens como Evan Green
- Angela Bassett como la presidenta Mitchell
- Matthew Modine como Richard Dreyer
- McKinley Belcher III como Carl Otieno

### Secundario
- Clark Gregg como Robert Lyndon
- Gaby Hoffmann como Monica Kidder
- Mark Ivanir como Natan
- Mozhan Navabi como Melissa Kornblau
- Cuyle Carvin como el agente Tom McCarthy
- Eden Lee como la agente especial Angela Kim
- Ryan Spahn como Leon Felton

## Producción
En noviembre de 2022 se informó de que Eric Newman, Noah Oppenheim y Michael Schmidt habían concebido la historia, y que Newman y Oppenheim habían escrito el guion. Con Robert De Niro como protagonista, que también actuaría como productor ejecutivo junto a Newman, Oppenheim, Jonathan Glickman de Panoramic Media y Schmidt. Netflix confirmó el proyecto el 1 de marzo de 2023 con Lesli Linka Glatter en la dirección.

### Casting
En abril de 2023, se reveló que Lizzy Caplan, Jesse Plemons, Joan Allen y Connie Britton se habían unido al elenco. En diciembre de 2023, Bill Camp, Matthew Modine, Dan Stevens, McKinley Belcher III, Gaby Hoffmann, Mark Ivanir y Clark Gregg fueron anunciados en el elenco. En febrero de 2024, Mozhan Navabi se unió al elenco.

### Rodaje
Se presentó una solicitud para filmar un accidente de tren en el condado de Westchester, Nueva York, para julio de 2023. El rodaje había comenzado en Nueva York y sus alrededores, pero la producción se suspendió y tanto el equipo como el elenco fueron enviados a casa en junio de 2023 debido a la huelga del Sindicato de Guionistas de Estados Unidos de 2023. La producción se reanudó en diciembre de ese mismo año.

## Estreno
La serie limitada de seis episodios se estrenó el 20 de febrero de 2025 en la plataforma Netflix.